# Gymnastes (Paragymnastes) comes
Gymnastes (Paragymnastes) comes is een tweevleugelige uit de familie steltmuggen (Limoniidae). De soort komt voor in het Australaziatisch gebied.